# Nedra Unnan
Nedra Unnan är en sjö i Nyköpings kommun i Södermanland och ingår i Trosaån-Svärtaåns kustområde. Sjön har en area på 0,391 kvadratkilometer och ligger 37 meter över havet. Sjön avvattnas av vattendraget Örboholmsån. Vid provfiske har bland annat abborre, gers, gädda och lake fångats i sjön.

## Delavrinningsområde
Nedra Unnan ingår i det delavrinningsområde (652890-159165) som SMHI kallar för Utloppet av Gisesjön. Medelhöjden är 42 meter över havet och ytan är 13,58 kvadratkilometer. Det finns inga avrinningsområden uppströms utan avrinningsområdet är högsta punkten. Avrinningsområdets utflöde Örboholmsån mynnar i havet. Avrinningsområdet består mestadels av skog (77 procent). Avrinningsområdet har 2,34 kvadratkilometer vattenytor vilket ger det en sjöprocent på 17,2 procent. Bebyggelsen i området täcker en yta av 0,2 kvadratkilometer eller 1 procent av avrinningsområdet.

## Fisk
Vid provfiske har följande fisk fångats i sjön:
- Abborre
- Gärs
- Gädda
- Lake
- Mört
- Nors